# 欽羽設
欽羽設，突厥汗國貴族，都藍可汗之弟，沙缽略可汗之子。593年，因勢力強盛被都藍可汗攻滅，斬首於陣。